# NIC-17
La NIC-17 es una autopista nacional catalogada como troncal principal ubicada en Nicaragua. La carretera inicia en el Noreste en la villa Sikia en el departamento de Boaco hasta finalizar en el Suroeste en el centro de Camoapa, Departamento de Boaco.